# Aşağıpiribeyli
Aşağıpiribeyli is een dorp bij de stad Emirdağ (Turkije) die in de provincie Afyonkarahisar ligt. Het dorp heeft 3395 inwoners.
Aşağıpiribeyli heeft drie grote wijken (mahalle): de Cumhuriyet Mahalle, de Karşıyaka Mahalle en de Yenimahalle Mah. De huidige burgemeester is Recep Çelik. Het dorp heeft een rijke geschiedenis met verschillende volkeren zoals de Romeinen, de Byzantijnen, de Lydiërs, en de Perzen. Er zijn dan ook vele aanwijzingen, monumenten van deze volkeren gevonden. 
Ten gevolge van immigratie woont een deel van de bevolking in West-Europa. Meer bepaald in België vooral in en rond Gent en een deel in Frankrijk in de stad Saint-Étienne. Tijdens de zomermaanden bezoeken deze immigranten hun dorp en verblijven ze er een paar maanden. 

## Bereikbaarheid
Asagipiribeyli ligt 160 km van Eskisehir, 120 km van Afyonkarahisar en 50 km van Emirdağ.
Om het uur vertrekken er vanuit Asagipiribeyli bussen naar Emirdağ. Twee keer per dag rijden ze naar Eskisehir. Vanuit de steden Eskisehir en Afyon zijn er bussen richting Emirdağ. Vanuit Emirdağ hebben de bussen naar Asagipiribeyli, Örenköy, Yunak of Piribeyli een halte in Asagipiribeyli.